# Włodzimierz (Kobiec)
Włodzimierz, imię świeckie Konstantin Damianowicz Kobiec (ur. 9 maja?/21 maja 1884, zm. 24 stycznia 1960) – rosyjski biskup prawosławny.

## Życiorys
W wieku dziewiętnastu lat wstąpił do Ławry Peczerskiej jako posłusznik. Wieczyste śluby mnisze złożył w 1922, w tym też roku został wyświęcony na hieromnicha. Dziesięć lat później otrzymał godność archimandryty i został przełożonym placówki filialnej Ławry Pieczerskiej w Leningradzie. Obejmował następnie różne obowiązki w czynnych jeszcze parafiach prawosławnych w Leningradzie. Od 1936 był proboszczem soboru św. Włodzimierza w Leningradzie. Za swoją postawę w czasie blokady Leningradu (duchowieństwo świątyni, oprócz moralnego wspierania mieszkańców miasta, prowadziło również zbiórkę datków na cele wojskowe, przekazując do końca wojny 3,5 mln rubli) otrzymał razem z metropolitą leningradzkim i nowogrodzkim Aleksym i księżmi Fiłofiejem Polakowem oraz Pawłem Tarasowem medal „Za obronę Leningradu”. Przed 1946 został przeniesiony do ponownie otwartej Ławry Troicko-Siergijewskiej, zaś w 1947 mianowany namiestnikiem Monasteru Pskowsko-Pieczerskiego.
7 marca 1948 miała miejsce jego chirotonia na biskupa porchowskiego. W charakterze konsekratorów w obrzędzie wzięli udział patriarcha moskiewski i całej Rusi Aleksy, metropolita leningradzki i nowogrodzki Grzegorz i biskup łuski Symeon. Jako biskup był nadal przełożonym klasztoru, którym kierował przed chirotonią. W 1949 jego tytuł uległ zmianie na biskup izborski. Od 1949 do 1951 kierował rosyjską misją prawosławną w Jerozolimie. Po powrocie z Izraela mianowany biskupem żytomierskim i owruckim, w 1954 w uznaniu zasług przy odbudowywaniu cerkwi zniszczonych w czasie II wojny światowej oraz za ponad 30 lat służby dla Cerkwi otrzymał godność arcybiskupa. Dwa lata później zrezygnował z urzędu z powodu złego stanu zdrowia. Zmarł w 1960.